# Legenda o sv. Prokopu
Legenda o svatém Prokopu je česká veršovaná legenda ze 14. století. Je psána česky. Pojednává o životě svatého Prokopa, zakladatele Sázavského kláštera. Její předlohou byla latinská prokopská legenda Vita maior, byť v minulosti existovaly názory (Josef Dobrovský, Julius Feifalik), že česká verze byla původnější a sloužila za vzor latinské. Současná literární věda ale ve většině přijímá prvenství latinské verze a od toho se odvíjí i datace textu - polovina 14. století. Zachovala se jediná verze legendy, v tzv. Hradeckém rukopisu. Má zde 1084 veršů. Oproti latinské předloze je akcentován národnostní aspekt - vypuzení německých kněží ze Sázavského kláštera se stává vrcholnou zápletkou, symbolicky předznamenanou vypuzením ďáblů ze sázavské jeskyně. Tato protiněmecká tendence má podobný charakter jako v Dalimilově kronice. Stylově je legenda zvláštní větším množstvím hovorových prvků, což v minulosti vedlo k jejímu podceňování při hodnocení básnických kvalit, což změnil až Roman Jakobson. Mezi česky psanými středověkými legendami vyniká také tím, že je věnována domácí tematice, v tom ji doprovází již jen Legenda o blahoslavené Anežce. Jinak se česky psané legendy soustřeďovaly na témata biblická a zahraniční, což souviselo s dobovou poptávkou po exotice. Volně legendu zpracoval Jaroslav Vrchlický ve své rozsáhlé lyricko-epické básni Legenda o svatém Prokopu (časopisecky 1878 v Lumíru, samostatně 1884).